# Issiaka Konaté
Issiaka Konaté (Bobo-Dioulasso, 1959) è un regista burkinabé.

## Biografia
Nasce nel 1959 a Bobo-Dioulasso, Diplomato all'INAFEC (Institut Africain d'Etudes Cinématographiques), segue corsi di cinema a Parigi.

## Filmografia

### Regista
- Yiri kan - cortometraggio (1989)
- Wèrè Wèrè Liking, l'utopie mise en scène - mediometraggio (1995)
- Souko le cinématographe en carton - mediometraggio (1998)

### Attore
- Erreur de jeunesse, regia di Radovan Tadic (1989)
- À l'heure où les grands fauves vont boire, regia di Pierre Jolivet (1993)

### Direttore della fotografia
- Correspondances, regia di Laurence Petit-Jouvet (2011)

## Riconoscimenti
- 1991 – Premio per il miglior cortometraggio al Festival del Cinema Africano a Yiri kan[1]
- 1998 – Premio della giuria giovani al festival di Cannes e French Cooperation for Film award a Souko le cinématographe en carton[2]